# 필 맥그로
필 맥그로(Phil McGraw, 1950년 9월 1일 ~ )는 닥터 필(Dr. Phil)라는 이름으로 유명한 미국의 텔레비전 사회자, 작가, 심리학자이다. 2002년부터 토크쇼 《닥터 필》을 진행하고 있다. 필은 1990년 후반 《오프라 윈프리 쇼》에 출연하면서 이름을 알렸다. 2015년 포브스는 필을 세계에서 가장 수입이 높은 유명인사 15위에 선정했다.